# 胡斯卡河 (比爾卡河支流)

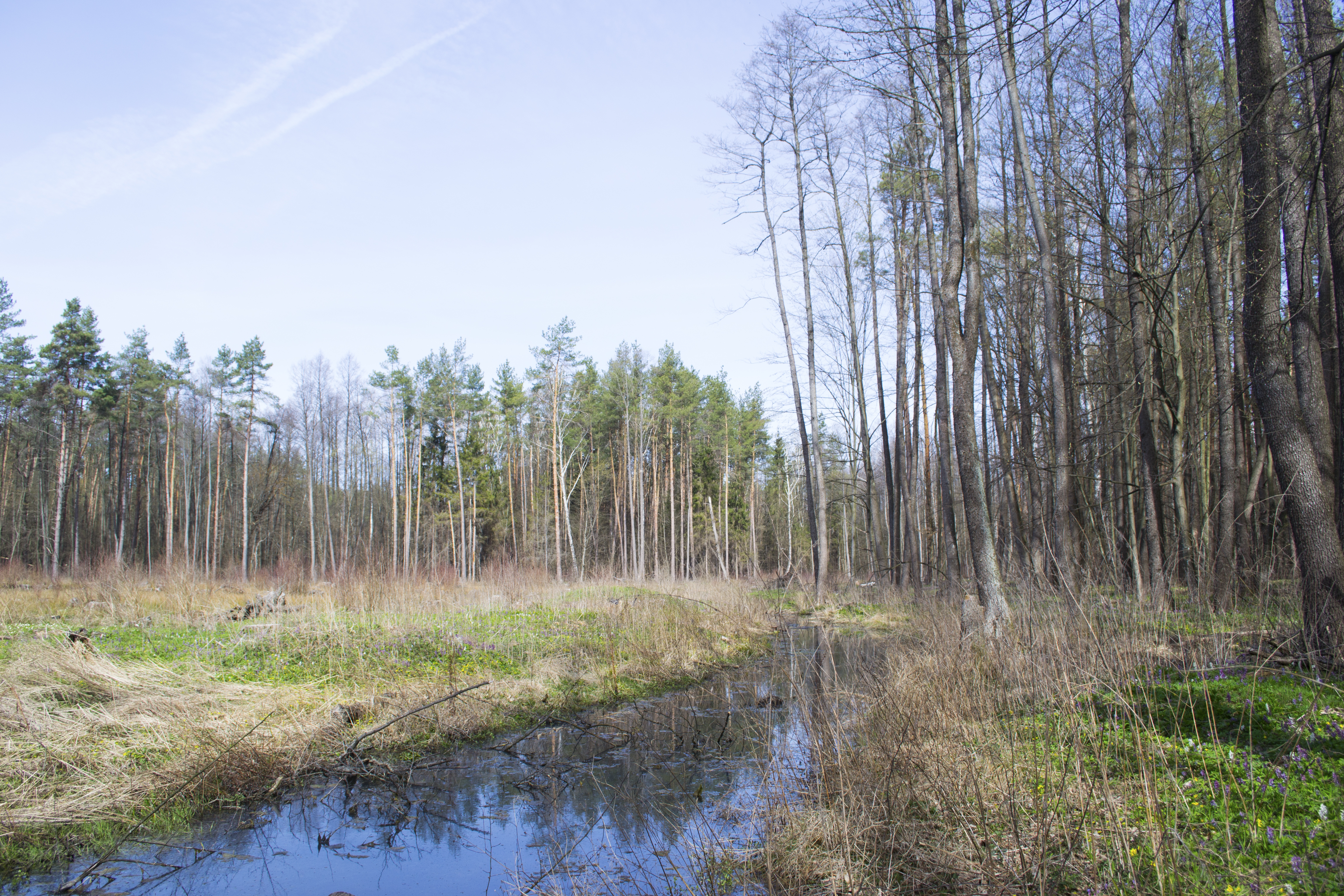

胡斯卡河（烏克蘭語：Гуска），是烏克蘭的河流，位於該國北部，流經基輔州和日托米爾州，屬於比爾卡河的支流，河道全長11公里，發源自博里夫卡附近。